# Rafael Becedas
Rafael Becedas Pérez, (nacido el 29 de octubre de 1933 en Madrid, Comunidad de Madrid) es un exjugador de baloncesto español. Con 1.80 de estatura, su puesto natural en la cancha era ala-pívot.

## Trayectoria
Rafael Becedas jugó durante 4 temporadas en el Real Madrid (desde la temporada 1950/51 hasta la 1953/54).

## Palmarés
- 3 Copas de España (1951, 1952 y 1954)